# Назрановский район
Назра́новский райо́н (ингуш. Наьсарен шахьар) — административно-территориальная единица и муниципальное образование (муниципальный район) в Республике Ингушетия Российской Федерации.
Административный центр — город Назрань (в состав района не входит).

## География
Назрановский район находится в центральной и западной части Республики Ингушетия. На севере граничит с Малгобекским районом, на востоке — с Сунженским районом и территорией городского округа город Карабулак, на западе — с Правобережным, на юге — с Пригородным районами Республики Северная Осетия—Алания. Территории городских округов город Назрань и город Магас граничат на некоторых участках с Северной Осетией, а со всех других направлений они окружены территорией Назрановского района.
В силу особенностей конфигурации территории городского округа город Назрань Назрановский район по факту состоит из двух частей. Западная часть, меньшая по площади, в которой расположены сёла Долаково, Кантышево и Гейрбек-Юрт, находится в долине реки Камбилеевки (на юге) и на южных склонах Сунженского хребта (на севере). Основная часть населения проживает здесь в речной долине. Лишь небольшое селение Гейрбек-Юрт располагается на склоне хребта. Южнее Сунженского хребта помещается более низкое по своим высотам нагорье (именная вершина Доцу-Барз, 579,8 м).
Восточная часть района на севере также захватывает участок Сунженского хребта (гора Албаскина, 777,9 м), на юге — участок Чёрных гор. Сёла Али-Юрт, Гази-Юрт, Сурхахи и Яндаре расположены на склонах Чёрных гор и в межгорных долинах. Среди крупных горных вершин в этой части района — гора Сейвендук (1160,6), находящаяся юго-восточнее села Али-Юрт.
С юга на северо-восток район, в его восточной части, пересекает река Сунжа, принимая в качестве правого притока реку Сурхохи (с притоками Кенч и Бари-Эли), на которой стоит село Сурхахи, в качестве левого — Назранку, протекающую через город Назрань и впадающую в Сунжу у села Барсуки. В долине Сунжи расположены такие населённые пункты как Экажево, Барсуки и Плиево, а также город Магас, составляющий отдельный городской округ. Также важным водным объектом района является Алханчуртский канал, проходящий севернее сёл Барсуки и Плиево и затем уходящий, через Сунженский хребет, на территорию Малгобекского района.

## История
Район был образован в 1924 в Ингушской автономной области.
В период нахождения в составе Северо-Осетинской АССР в 1944—1957 годах район именовался Коста-Хетагуровским (поскольку Назрань в эти годы была переименована в Коста-Хетагурово). В процессе разделения Чечено-Ингушской АССР на Чеченскую и Ингушскую Республики в 1991—1992 годах, Назрановский район ЧИАССР вошёл в состав Ингушетии.
Статус муниципального Назрановский район получил только в 2009 году. Тогда же в его составе было образовано 10 муниципальных образований со статусом сельского поселения.

## Население
| 2002     | 2006     | 2007    | 2008    | 2009    | 2010     | 2011     | 2012     | 2013     |
| -------- | -------- | ------- | ------- | ------- | -------- | -------- | -------- | -------- |
| 85 021   | ↗87 597  | ↗88 302 | ↗89 827 | ↗90 931 | ↘87 851  | ↗88 136  | ↗90 697  | ↗92 514  |
| 2014     | 2015     | 2016    | 2017    | 2018    | 2019     | 2020     | 2021     | 2023     |
| ↗94 254  | ↗96 312  | ↗97 234 | ↗98 102 | ↗99 430 | ↗101 112 | ↗102 657 | ↗107 189 | ↗109 177 |
| 2024     | 2025     |         |         |         |          |          |          |          |
| ↗110 679 | ↗112 346 |         |         |         |          |          |          |          |

### Национальный состав
По данным Всероссийских переписей населения 2002 года и 2010 года:
| Год переписи | 2002             | 2010             |
| ------------ | ---------------- | ---------------- |
| ингуши       | 75 078 (88,31 %) | 86 551 (98,52 %) |
| чеченцы      | 9 225 (10,85 %)  | 176 (0,20 %)     |
| русские      | 112 (0,13 %)     | 109 (0,12 %)     |
| другие       | 606 (0,71 %)     | 1 015 (1,16 %)   |

По итогам переписи населения 2020 года проживали следующие национальности (национальности менее 1 % и другое, см. в сноске к строке «Другие»):
| Национальность | Численность, чел. | Доля     |
| -------------- | ----------------- | -------- |
| Ингуши         | 102 626           | 95,74 %  |
| Другие         | 4563              | 4,26 %   |
| Итого          | 107 189           | 100,00 % |

## Муниципально-территориальное устройство

Сельские поселения и одноимённые сёла Назрановского района
Али-Юрт
Барсуки
Гази-Юрт
Долаково (с селом Гейрбек-Юрт на севере)
Кантышево
Плиево
Сурхахи
Экажево
Яндаре

С 2010 года в Назрановском муниципальном районе 9 сельских поселений и 10 населённых пунктов в их составе.
| № | Сельское поселение | Административный центр | Количество населённых пунктов | Население | Площадь, км² |
| - | ------------------ | ---------------------- | ----------------------------- | --------- | ------------ |
| 1 | Али-Юрт            | село Али-Юрт           | 1                             | ↗6534     | 65,19        |
| 2 | Барсуки            | село Барсуки           | 1                             | ↗7708     | 9,00         |
| 3 | Гази-Юрт           | село Гази-Юрт          | 1                             | ↗2585     | 21,00        |
| 4 | Долаково           | село Долаково          | 2                             | ↗7447     | 51,40        |
| 5 | Кантышево          | село Кантышево         | 1                             | ↗17 149   | 70,18        |
| 6 | Плиево             | село Плиево            | 1                             | ↗16 768   | 119,70       |
| 7 | Сурхахи            | село Сурхахи           | 1                             | ↗13 326   | 16,00        |
| 8 | Экажево            | село Экажево           | 1                             | ↗27 641   | 43,90        |
| 9 | Яндаре             | село Яндаре            | 1                             | ↗10 240   | 34,03        |

В 2009 году в муниципальном районе были сформированы 10 муниципальных образований со статусом сельского поселения.
В 2010 году сельское поселение Гейрбек-Юрт было упразднено и включено в состав сельского поселения Долаково.

### Населённые пункты
| №  | Населённый пункт | Тип  | Население | Сельское поселение |
| -- | ---------------- | ---- | --------- | ------------------ |
| 1  | Али-Юрт          | село | ↗6830     | Али-Юрт            |
| 2  | Барсуки          | село | ↗7922     | Барсуки            |
| 3  | Гази-Юрт         | село | ↗2699     | Гази-Юрт           |
| 4  | Гейрбек-Юрт      | село | ↗278      | Долаково           |
| 5  | Долаково         | село | ↗7056     | Долаково           |
| 6  | Кантышево        | село | ↗17 573   | Кантышево          |
| 7  | Плиево           | село | ↗17 212   | Плиево             |
| 8  | Сурхахи          | село | ↗13 722   | Сурхахи            |
| 9  | Экажево          | село | ↗28 362   | Экажево            |
| 10 | Яндаре           | село | ↗10 579   | Яндаре             |

## Галерея

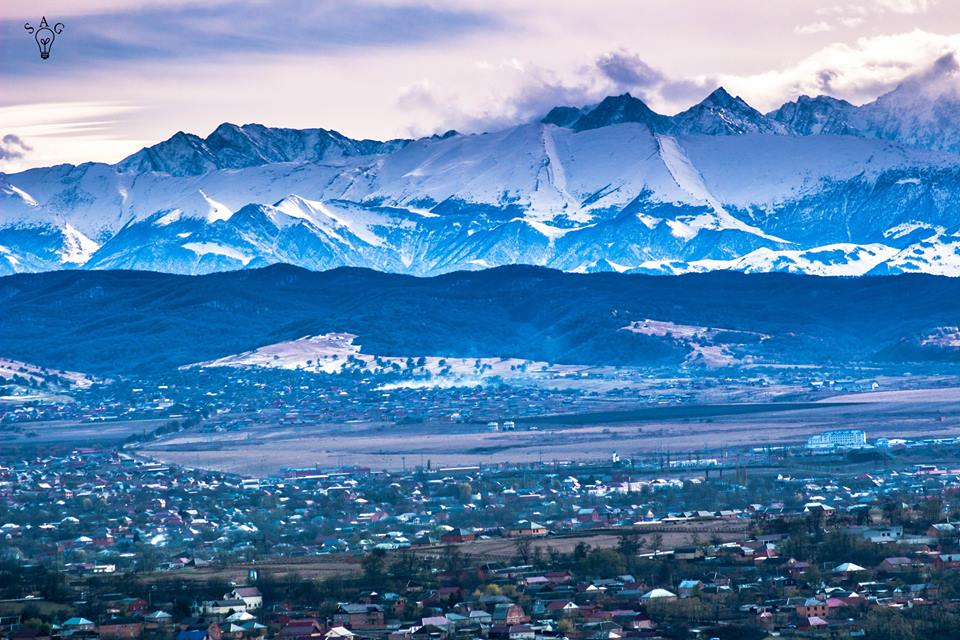
Назрановский район на фоне Кавказских гор
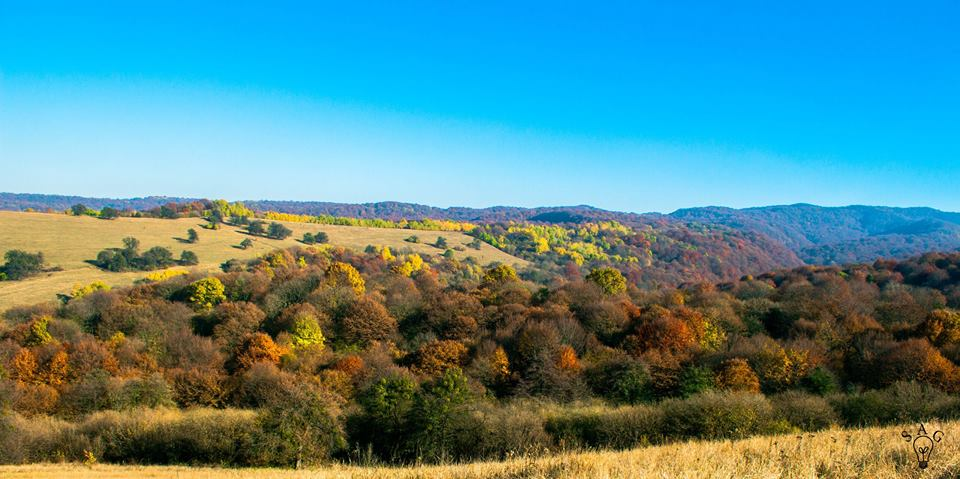
Вид на Назрановский район
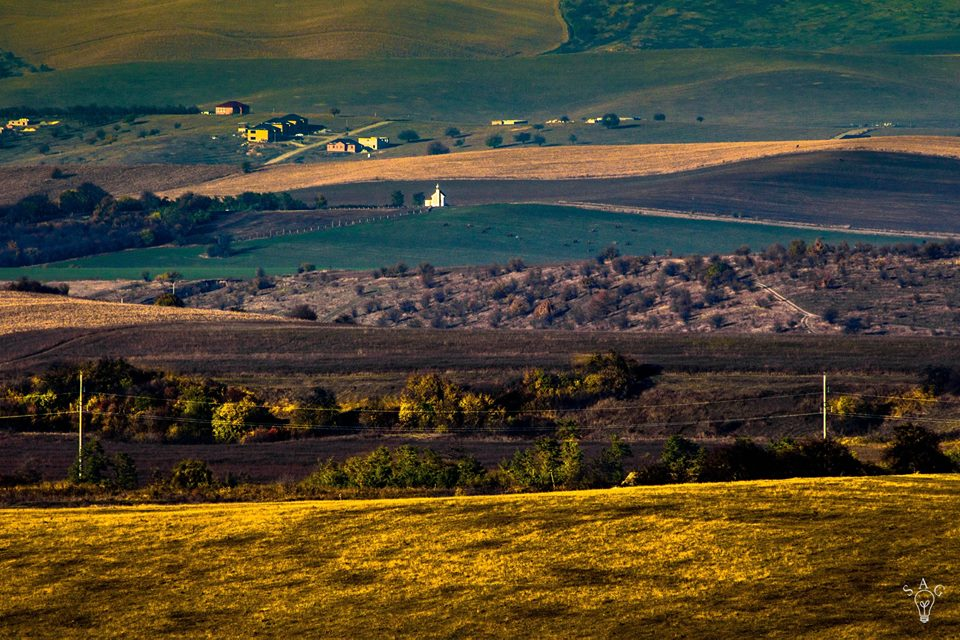
Вид на Назрановский район

## Известные уроженцы
Назрановский район — малая родина известного ингушского общественного деятеля Аушева М., олимпийского чемпиона 2008 г. по греко-римской борьбе Манкиева Н., первого героя РФ генерала-майора авиации Оксанова С. С., заслуженного тренера России Савлохова Б. С., филолога Оздоева И. А., защитника Брестской крепости Плиева С. Л.